# Belisario Porras Barahona
Belisario Porras Barahona (ur. 28 listopada 1856, zm. 28 sierpnia 1942) – panamski prawnik, dziennikarz, wojskowy i polityk, działacz Partii Liberalnej w Kolumbii, w 1910 ambasador Panamy w Stanach Zjednoczonych, trzykrotny prezydent kraju: od 1912 do 1916, od 1918 do 1920 i od 1920 do 1924.